# 1080 Орхіс
1080 Орхіс (1080 Orchis) — астероїд головного поясу, відкритий 30 серпня 1927 року.
Тіссеранів параметр щодо Юпітера — 3,464.